# Susana Gaggero
Susana Gaggero (Paraná, provincia de Entre Ríos, Argentina, 9 de marzo de 1943 - Moreno, provincia de Buenos Aires, Argentina, 29 de marzo de 1976 cuyo nombre completo era Emilia Susana Gaggero y que utilizaba el nombre de guerra de Laura,  fue una psicóloga que militó en el Partido Revolucionario de los Trabajadores – Ejército Revolucionario del Pueblo (ERP) cuyo Comité Central llegó a integrar, que murió en un tiroteo entre fuerzas de seguridad e integrantes del ERP durante la dictadura militar.

## Inicios en la actividad política
Se crio en una familia católica de clase media, su padre había muerto cuando era niña, junto a su hermano Manuel. Ávida lectora, comenzó a estudiar psicología en la Facultad de Filosofía y Letras de Rosario de la Universidad Nacional del Litoral en 1961. Su hermano era militante del peronismo revolucionario pero ella no mostró interés en la política hasta que empezó a acompañarlo a reuniones de grupos peronistas y se hace admiradora de la Revolución Cubana. Susana fue miembra del Consejo Directivo de la Facultad y participó en la Comisión de Enseñanza. Es así que comienza a militar en el grupo estudiantil trotskista Avanzada, que tenía como referente a Palabra Obrera, donde conoce a Luis Pujals, con quien se casó a mediados de la década de 1960 y con quien tuvo su hijo Enrique. Pujals y Bonnet hacían trabajo político en grupos sindicales y Gaggero se va involucrando en los conflictos gremiales –huelgas, ocupaciones de fábrica- que eran apoyados desde el movimiento estudiantil. Por su activismo fue elegida delegada de Filosofía y Letras al Congreso de la Federación Universitaria del Litoral.

## Su paso por Palabra Obrera
Nahuel Moreno había desarrollado un "entrismo" en el movimiento peronista, ingresando a comienzos de la década de 1950 al PSRN (Partido Socialista de la Revolución Nacional), una organización perteneciente al movimiento peronista. Tras varios cambios de nombre la agrupación había adoptado el de Palabra Obrera, que correspondía al periódico homónimo que publicaban. El grupo de Nahuel Moreno había controlado inicialmente la Federación Bonaerense del PSRN, fundamentalmente debido al desarrollo previo del POR en Avellaneda y Florencio Varela. La decisión de desarrollar una política entrista en el peronismo,  objeto de grandes polémicas internas, era justificada por Moreno sosteniendo la necesidad de formar un "partido centrista de izquierda legal" y haciendo la analogía con el entrismo en los Partidos Socialistas recomendado por Trotsky a sus seguidores en la década de 1930.
Sus críticos suelen recordar que tanto el periódico como los estatutos de Palabra Obrera, se reconocían Bajo la disciplina del General Perón y del Comando Superior Peronista. Esto ha sido tomado como argumento para afirmar que Nahuel Moreno no habría realizado un entrismo, sino una disolución dentro del peronismo. En 1958, ante el pacto de Perón con Frondizi, Palabra Obrera llamó a "acatar la orden" y votar a Arturo Frondizi, candidato presidencial de un sector de la UCR.
En consonancia con la posición de Perón, Moreno defendió inicialmente a Fulgencio Batista contra Fidel Castro (a quien calificaba de 'gorila') y en 1959 calificó a la Revolución Cubana de "Revolución Gorila", comparándola con el Golpe Militar de 1955 en Argentina. Sin embargo, Moreno se rectificó más adelante, declarándose castrista y considerando a Fidel Castro "junto con Lenin y Trotsky, uno de los más grandes genios revolucionarios de este siglo". En el mismo texto, Moreno proponía una profunda revisión del trotskismo y el marxismo en general, al plantear que el proletariado no debía ser necesariamente la vanguardia de la revolución socialista: "Hemos superado el esquema trotskista de que sólo el proletariado es la vanguardia de la revolución".
Esta nueva orientación política le permitió una confluencia con el FRIP (Frente Revolucionario Indoamericano Popular), organización dirigida por el santiagueño Mario Roberto Santucho. De la fusión del FRIP y Palabra Obrera surge, el 25 de mayo de 1965, el Partido Revolucionario de los Trabajadores. Susana Gaggero  ya era una reconocida militante estudiantil y participó del congreso fundacional del PRT. Pujals organizó a principios de 1970 en Rosario la primera cédula militar que, bajo su dirección, realiza acciones armadas como Comando Che Guevara. En abril de 1970 Susana Gaggero fue detenida por unos días en la ciudad de Pergamino, donde es torturada. Después el matrimonio se trasladó a Buenos Aires, donde Gaggero trabaja de psicóloga.

### V Congreso: fundación del ERP

Símbolo del ERP.

A mediados de julio de 1970, el Comité Central del PRT, elegido dos años atrás, se hallaba dividido en tres fracciones en torno a la vía de la lucha armada. La fracción mayoritaria, que seguía a Mario Roberto Santucho, no quería perder más tiempo en discusiones que retrasaban el inicio de la lucha armada, movilizada, sobre todo, por las múltiples insurrecciones de 1969 (cuyo epicentro había sido el Cordobazo). Al borde de una nueva ruptura, Santucho se fugó de la cárcel de Villa Urquiza, en San Miguel de Tucumán, y se convocó a un nuevo congreso. Así, el 29 y 30 de julio en una isla del Delta del Paraná, se realizó el V Congreso del PRT.
En aquel congreso, donde participan entre otros Mario Roberto Santucho, Ana María Villarreal (su esposa), Luis Pujals, Enrique Gorriarán Merlo, Benito Urteaga, Domingo Menna, José Joe Baxter, Carlos Molina, se fundó un Ejército, "brazo armado de la clase obrera y el pueblo", con el nombre de Ejército Revolucionario del Pueblo. Allí Pujals fue nombrado miembro del Buró partidario, a cargo de la organización política y director del periódico El Combatiente.
A partir de entonces, el ERP fue tomando una dimensión mucho más abarcativa y contundente, en virtud de la masiva repercusión de las acciones militares desplegadas, logrando ampliar considerablemente su convocatoria de militantes desde esta nueva perspectiva armada. Su máxima actividad la desplegó entre 1970 y 1977.
A fines de 1970 Susana Gaggero se recibe de psicóloga y se ocupa de su hijo y de la militancia.

### Desaparición de Pujals
En 1971 junto con su pareja se mudó a La Plata para apuntalar la Regional Buenos Aires del PRT, debilitada por fracturas. Gaggero ejercía como psicóloga en su consultorio, trabajaba como docente en la Universidad y militaba en las fábricas en tanto Pujals se dedicaba a la formación de cuadros y militantes.
El 17 de septiembre de 1971 Pujals fue detenido por la policía y entregado al Ejército. Su familia afirmó que había podido averiguar extraoficialmente que había sido trasladado en secreto a la Jefatura de Policía en Rosario, donde fue torturado y asesinado. Susana Gaggero desarrolló una intensa campaña pública denunciando el hecho y se volcó a tareas de solidaridad y asistencia de presos políticos. Cuando ocurrió la Masacre de Trelew el 22 de agosto de 1972 se constituyó la Comisión de Familiares de Presos Políticos, Estudiantiles y Gremiales ( COFAPPEG ) para dar asistencia jurídica y material a perseguidos políticos, detenidos y familiares y Gaggero fue designada coordinadora. A fines de 1972 fue nombrada por el PRT responsable política de la regional Sur y responsable de Legal en el secretariado regional.

## Convocatoria a elecciones nacionales
El PRT consideraba la lucha contra la dictadura militar como el inicio de la guerra revolucionaria por el socialismo, en tanto sus pares peronistas tenían por objeto llevar adelante esa misma lucha, pero para lograr el regreso de Perón y el final de la proscripción del peronismo.
Cuando a fines de 1972 Agustín Lanusse convocó a elecciones permitiendo participar al peronismo, aunque no a Perón, la situación insurreccional cede. Frente a las candidaturas peronistas de Cámpora como presidente de la Nación y del conservador popular Vicente Solano Lima como vicepresidente, el PRT se muestra decidido a participar políticamente del nuevo panorama pero la aprensión por medio de la dictadura de sus principales dirigentes, le impide hacerlo ampliamente y termina anunciando una "tregua" al nuevo gobierno: no entregaría las armas, no atacaría a ningún miembro del gobierno mientras éste no atacara al pueblo ni a la guerrilla, pero continuaría su lucha contra las empresas imperialistas y las FF. AA. basándose en la experiencia histórica de las aperturas electorales anteriores. En la elección del 11 de marzo de 1973 el PRT-ERP optó por aconsejar el voto en blanco o poner boletas con su sigla, lo que anulaba el voto; con poco menos que el 50% de los votos fueron elegidos Cámpora y Solano Lima y asumieron sus cargos el 25 de mayo de 1973. El PRT-ERP inmediatamente reconoció la debilidad del nuevo presidente y el carácter contradictorio de un gobierno dependiente de un líder como Perón
con un programa progresista, acosado por la movilización popular. El 25 de mayo de 1973 Susana Gaggero participó en primera fila durante el Devotazo, en el cual se  exigió la liberación de todos los presos políticos. Fue elegida responsable política de la zona Norte de la regional sur de Buenos Aires.
El ERP obtuvo el 25 de mayo de 1973 merced a una amnistía la libertad de los militantes que estaban detenidos e incluso pudo gozar de una acotada "apertura legal" logrando duplicar la venta de sus órganos de prensa, Estrella Roja (órgano del ERP) y El Combatiente (órgano del PRT), aumentando su influencia en las masas e incorporando nuevos militantes.
El 19 de enero de 1974 el ERP asaltó la guarnición militar de Azul, en la provincia de Buenos Aires, lograron copar la Guardia Central, varios puestos de vigilancia y el Casino de Oficiales, pero encontraron una nutrida resistencia en la zona de Baterías y la Plaza de Armas y debieron retirarse sin el armamento pretendido.
Todos los partidos políticos, incluyendo los aliados del ERP repudian esa acción y el 25 del mismo mes la Cámara de Diputados aprobó una reforma del Código Penal agravando las penas para ciertos delitos, incluido los vinculados a la guerrilla como tenencia de armas y secuestro. Los lopezrreguistas, es decir, la extrema derecha peronista, ganan influencia en el gobierno, en varias provincias –incluida la de Buenos Aires- los gobernadores renuncian o son removidos y las acciones terroristas de la derecha peronista a través de la Triple-A recrudecen.
En 1974 Gaggero comenzó a trabajar en una fábrica, quedó embarazada de su segunda pareja Guillermo Pérez,  el "Benja" uno de los fundadores del ERP y jefe de la Compañía Héroes de Trelew pero al morir éste en un enfrentamiento con la policía el 15 de julio de 1974, perdió su embarazo.
Cuando en esa época el PRT mantuvo contactos con la UCR y otros partidos políticos tendientes a la construcción de un frente antigolpista, Susana Gaggero fue una de las personas que intervinieron en esas gestiones, pero la intensificación de las acciones guerrilleras impidieron progresar en esa dirección. Las cárceles estaban llenas de detenidos políticos a quienes atender y ahí iba incansable Susana, recorriendo penales, denunciando, ayudando, llevando información, acercando la línea del PRT a los presos, incluso ayudando para llevar adelante fugas cuando había algún plan en marcha. Susana fue nombrada responsable Nacional de Solidaridad con los presos políticos. También se dedicó a la delicada tarea de estrechar vínculos con partidos de todos los sectores con el fin de formar un frente antigolpista.
En julio de 1975 es invitada a la reunión del Comité Central Ampliado “Vietnam Liberado” donde presenta un exhaustivo informe de la situación de los presos políticos y las tareas de su frente a. En aquel Congreso fue elegida miembro del Comité Central, hecho que la lleno de emoción: “Creo que es demasiado honor para mí, sin embargo, voy a tratar de hacer lo posible para merecerlo y para llegar a estar a la altura de la responsabilidad que me dan”. Susana se transformó en la primera mujer en formar parte del Comité Central del PRT y tenía méritos de sobra. Dice un artículo de la publicación El Combatiente de aquellos años: “Susana era muy querida y respetada por todos los compañeros que la conocieron y militaron con ella y por los sectores de masas con los cuales se relacionó a través de sus largos años de militancia revolucionaria. Sintetiza para nosotros las claras virtudes de la mujer argentina como patriota, esposa y madre y es un elevado ejemplo de la revolucionaria proletaria que se forma y desarrolla, templa su voluntad y resume aquellas virtudes en el Partido abrazando la ideología del proletariado: el marxismo leninismo, convirtiéndose en cuadro dirigente del mismo”.
El 23 de diciembre de 1975 el PRT-ERP intenta, lo que hubiera sido el golpe más importante de la guerrilla en la Argentina y en América, de una acción urbana, el intento de copamiento del Batallón 601 Depósito de Arsenales del Ejército "Domingo Viejobueno" ubicado en la localidad de Monte Chingolo, conurbano sur de Buenos Aires. El Ejército suponía de la operación, por medio de un infiltrado en el ERP, por lo que las defensas y las condiciones para reprimir estaban perfectamente organizadas. En el ataque sufrió una gran cantidad de bajas aunque logró tomar la mitad de dicho cuartel, y aislarlo por un tiempo (la mayor cantidad de todas las batallas del período), y prácticamente demolió la moral de todas las fuerzas revolucionarias, en general, y del PRT en particular, pues la operación había sido caracterizada como decisiva para la resistencia al futuro golpe militar.
A principios de 1976 Susana Gaggero fue la primera mujer incorporada al Comité Central.

## Enfrentamiento y muerte
El 28 de marzo de 1976 comenzó a funcionar, convocado por Santucho para impulsar una reorganización, una reunión del Comité Central del ERP a la que concurrieron 28 miembros de ese cuerpo y 21 entre invitados de la Junta Coordinadora Revolucionaria JCR, personal de logística, de Inteligencia, de servicios y la escuadra de defensa. La reunión se hacía en una casaquinta de la localidad de Moreno, Provincia de Buenos Aires y al día siguiente alertados por vecinos alarmados por el movimiento de vehículos que era inusual en la zona, llegaron tres autos con personal de policía de la Provincia de Buenos Aires, determinando una rápida retirada de los asistentes. En medio de un tiroteo los miembros del Buró Político: Santucho, Urteaga, Menna y Mattini( Kremer), además de Carrizo y Merbilháa huyeron con custodios armados con FAL, luego los invitados de la JCR: Edgardo Enríquez ( MIR, chileno ) que desapareció un mes después, y otros, después el resto del Comité Ejecutivo y finalmente los escribientes, los de logística y la escuadra de contención.
La mayoría huyó en vehículos en distintas direcciones en tanto otros lo hicieron a pie y al tiempo llegó apoyo de helicópteros para la policía; la prensa informó de 12 guerrilleros abatidos, aunque el exintegrante del ERP Gustavo Plis Steremberg dice en un libro que 8 fueron detenidos con vida, cifra que Eduardo Anguita y Martín Caparrós reducen a 5.
Entre los muertos estaba Susana Gaggero, que en ese momento era responsable de la Zona Sur del PRT y responsable nacional de Solidaridad. Fue enterrada como N.N. en el cementerio de la localidad de Moreno y luego que merced a una larga investigación en la que tuvo intervención el Equipo Argentino de Antropología Forense se recuperaron sus restos, que fueron reinhumados el 8 de abril de 2006 en el Cementerio de la Chacarita.